# Епархия Понтуаза
Епархия Понтуаза (лат. Dioecesis Pontisarensis) — епархия Римско-Католической церкви с центром в городе Понтуаз, Франция. Епархия Понтуаза распространяет свою юрисдикцию на территорию департамента Валь-д’Уаз. Епархия Понтуаза входит в митрополию Парижа. Кафедральным собором епархии Понтуаза является церковь святого Маклодия. В городе Аржантёй находится малая базилика Святого Дионисия.

## История
9 октября 1966 года Римский папа Павел VI издал буллу Qui volente Deo, которой учредил епархию Понтуаза, выделив её из епархии Версаля.

## Ординарии епархии
- епископ Андре Руссе (9.10.1966 — 19.11.1988);
- епископ Тьерри Ромен Камиль Жордан (19.11.1988 — 20.07.1999) — назначен архиепископом Реймса;
- епископ Эрве Жан Люк Реноден (30.11.2000 — 18.01.2003);
- епископ Жан-Ив Рьокрё (5.05.2003 — 15.06.2012);
- епископ Станислас Лалан (31.01.2013 — по настоящее время).

## Источник
- Annuario Pontificio, Libreria Editrice Vaticana, Città del Vaticano, 2003, ISBN 88-209-7422-3
- Булла Qui volente Deo  (англ.)